# Pascualgrande
Pascualgrande es una localidad del municipio de Crespos, en la provincia de Ávila, Castilla y León, España.

## Situación
Pascualgrande es una pequeña localidad de la provincia de Ávila perteneciente a Castilla y León. Esta población se encuentra al norte de la provincia abulense, cercana a la carretera que une Ávila con Salamanca (N-501). Administrativamente pertenece al Ayuntamiento de Crespos. Pascualgrande se encuentra rodeada de otras localidades tales como  Crespos, Rivilla de Barajas o Collado de Contreras. Estos pueblos se encuadran en la comarca denominada «La Moraña».
La Moraña es una tierra de trigo y girasol, de extensos colores dorados salpicados, tan sólo, por el verdor de los pequeños pinares y el apagado rojizo de adobe y ladrillo de los pueblos. 
Esta comarca de viejas tradiciones nombrada popularmente como "La Moraña", sustantivo que define lo que debió ser este lugar, pues tal término deriva, seguramente de Mauritania o tierra de moros, en clara referencia a que esta dilatada llanura conservara, en la Edad Media, su población de moros.
Cabe destacar que su situación geográfica le hace distar 45 km de la capital de provincia (Ávila) y 30 km de la capital de la comarca (Arévalo).
La localidad es atravesada por la carretera de Chaherrero que une Chaherrero con Fontiveros. Esta carretera nace en la cercana N-501 (Ávila-Salamanca) y atraviesa la Av-P-116 (Crespos-Arévalo). De ahí su buena situación geográfica.

## Patrimonio

### Iglesia de Nuestra Señora de la Concepción
La iglesia de la Purísima de la Concepción se encuentra en el centro de la localidad. Esta iglesia es de estilo mudéjar, al igual que la gran mayoría de las edificaciones católicas de esa zona y época. Al igual que en otros templos, en la iglesia de la población se levanta una espadaña en lugar de una torre de iglesia.

## Fiestas Patronales
El 8 de diciembre se celebra en España la Inmaculada Concepción. En esta pequeña localidad morañega también conmemora la fiesta de su patrona.
- Datos: Q6065532
- Multimedia: Pascualgrande / Q6065532